# Václav Jan Křtitel Tomášek

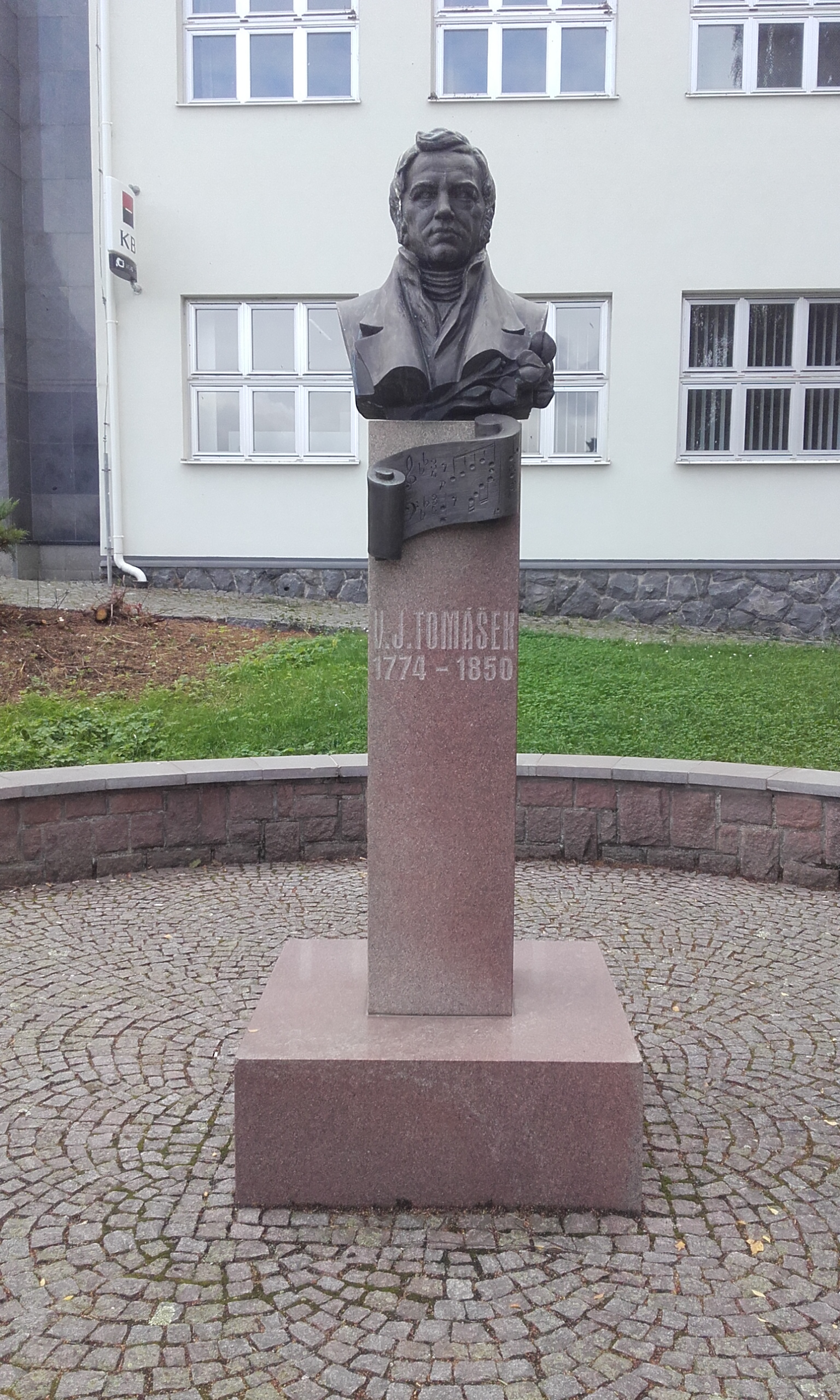
Pomník V. J. Tomáška s bustou ve Skutči, Heydukova 429

Václav Jan Křtitel Tomášek (německy Wenzel Johann Tomaschek; 17. dubna 1774, Skuteč – 3. dubna 1850, Praha) byl český hudební skladatel a pedagog v době národního obrození.

## Život
Václavův otec, Jakub Tomášek, byl zchudlý pláteník a tkadlec a vesnický amatérský muzikant. Matka Kateřina roz. Habalová pocházela ze Skutče, z tkalcovské rodiny. O základní vzdělání Václava se zasloužili jeho bratři. Václav Jan se narodil ve východočeské Skutči, tehdy okresním městě, v historickém roubeném domě, který dosud stojí v nynější Tomáškově ulici (z hlavního skutečského náměstí ulicí Heydukovou směrem do Lažan je to druhá ulice vpravo) a je součástí Skutečského městského muzea. Jeho starší bratr Antonín František Tomášek se stal v roce 1811 děkanem a farářem ve Skutči a Jakub Tomášek byl vrchnostenským úředníkem v Praze a v Dolních Rakousích. Hudební vzdělání získával Václav nejdříve od sbormistra a varhaníka Pavla Josefa Wolfa v Chrudimi. Jako chlapec měl krásný alt a zpíval proto také v jihlavském klášteře minoritů.
Jeho talentu si povšiml hrabě Wallis, který mu umožnil studovat na gymnáziu v Jihlavě a později i v Praze. Navštěvoval malostranské a později staroměstské gymnázium. Po čtyřech letech vstoupil do vyšších tříd gymnázia při univerzitě, kde se věnoval logice, fyzice a metafyzice (filozofii). O tři roky později se nechal zapsat na právnickou fakultu. Tu ukončil v roce 1789 a začal se připravovat na doktorát. K tomu navštěvoval přednášky z anatomie a chirurgie. Vlastním přičiněním se stal znamenitým klavíristou vyhledávaným zejména v salónech české šlechty a měšťanů. Byl mimo jiné žákem Jana Ladislava Dusíka. Byl všestranně vzdělaný a zřejmě i společensky obratný, takže se mu podařilo setkávat se s mnoha významnými osobnostmi té doby. Stýkal se s Haydnem a Beethovenem, ale i J. W. Goethem. Jeho přáteli se staly přední osobnosti národního obrození (Václav Hanka, František Palacký, Josef Krasoslav Chmelenský, František Ladislav Čelakovský). Jeho dům se stal vyhledávaným salonem špiček pražské vědy a kultury.
Vstoupil do služeb hraběte Jiřího Františka Buquoye, který mu poskytl úplnou tvůrčí svobodu a v jeho službách zůstal až do roku 1824. Smlouva mu zajišťovala plné zaopatření, roční plat 400 zlatých, navíc honorář za skladby vzniklé na objednávku. Vyučoval hudbě hraběcí děti, organizoval orchestr a připravoval provedení velkých skladeb (k tomu však došlo pouze jednou, během první zimy, kdy byl u Buqoye zaměstnán). V zimě pobýval skladatel v hraběcím paláci na Velkopřevorském náměstí (dnes francouzské velvyslanectví), v létě v Nových Hradech a na Červeném hrádku. Hrabě financoval i jeho léčení v lázních, když onemocněl dnou a po odchodu do důchodu mu poskytl doživotní rentu.
Oženil se až v roce 1824 s Vilemínou Ebertovou, sestrou německého básníka Karla Egona Eberta. Svou budoucí ženu poznal při jednom ze svých léčebných pobytů v Mariánských Lázních. Vilemína byla dobrá klavíristka i zpěvačka a na koncertech uváděla skladatelovy písně. Založil hudební ústav zaměřený na klavír a skladbu, který dobře konkuroval pražské konzervatoři i varhanní škole. Mezi jeho žáky patřili mj. Jan Václav Hugo Voříšek, Julius Schulhoff, Ludvík Ritter z Ritterdorfu, Eduard Hanslick, August Wilhelm Ambros i budoucí ředitel pražské konzervatoře Jan Bedřich Kittl.
Stal se jakousi žijící legendou české hudby (získal přízvisko "Pražský hudební papež"). Byl čestným členem mnoha zahraničních hudebních společností. Podle vlastního životopisu, vydaného v roce 1845, byl členem nizozemského Hudebního spolku pro zvelebení umění hudebního, dopisující čestný člen Společnosti sv. Anny ve Vídni, čestný člen německého National-Verein für Musik und ihre Wissenschaft, čestný člen dalších hudebních spolků ve Vídni, Innsbrucku, Pešti a Budíně a čestný člen Spolku ve Lvově. Významní umělci jej při návštěvě Prahy neopomněli navštěvovat (Richard Wagner, Niccolò Paganini, Klára Schumannová, Hector Berlioz).
V nedávné době byly objeveny rovněž další Tomáškovy dosud neznámé varhanní skladby.
Přes všechny úspěchy a finanční nezávislost jeho stáří nebylo šťastné. Velmi těžce nesl smrt své ženy, špatně snášel útoky v tisku a navíc sám těžce onemocněl. Kromě toho byl zcela neschopen pochopení pro revoluční hnutí roku 1848 a nové myšlenky, které tehdy hýbaly Evropou. V posledních letech života se prakticky uzavřel světu.
Zemřel 3. dubna 1850 v Praze. Je pochován na historickém Malostranském hřbitově v Praze 5 – Košířích. Na pomníku s velkou Davidovou lyrou má vytesáno své životní heslo: „Jen pravda je diadémem umění“.

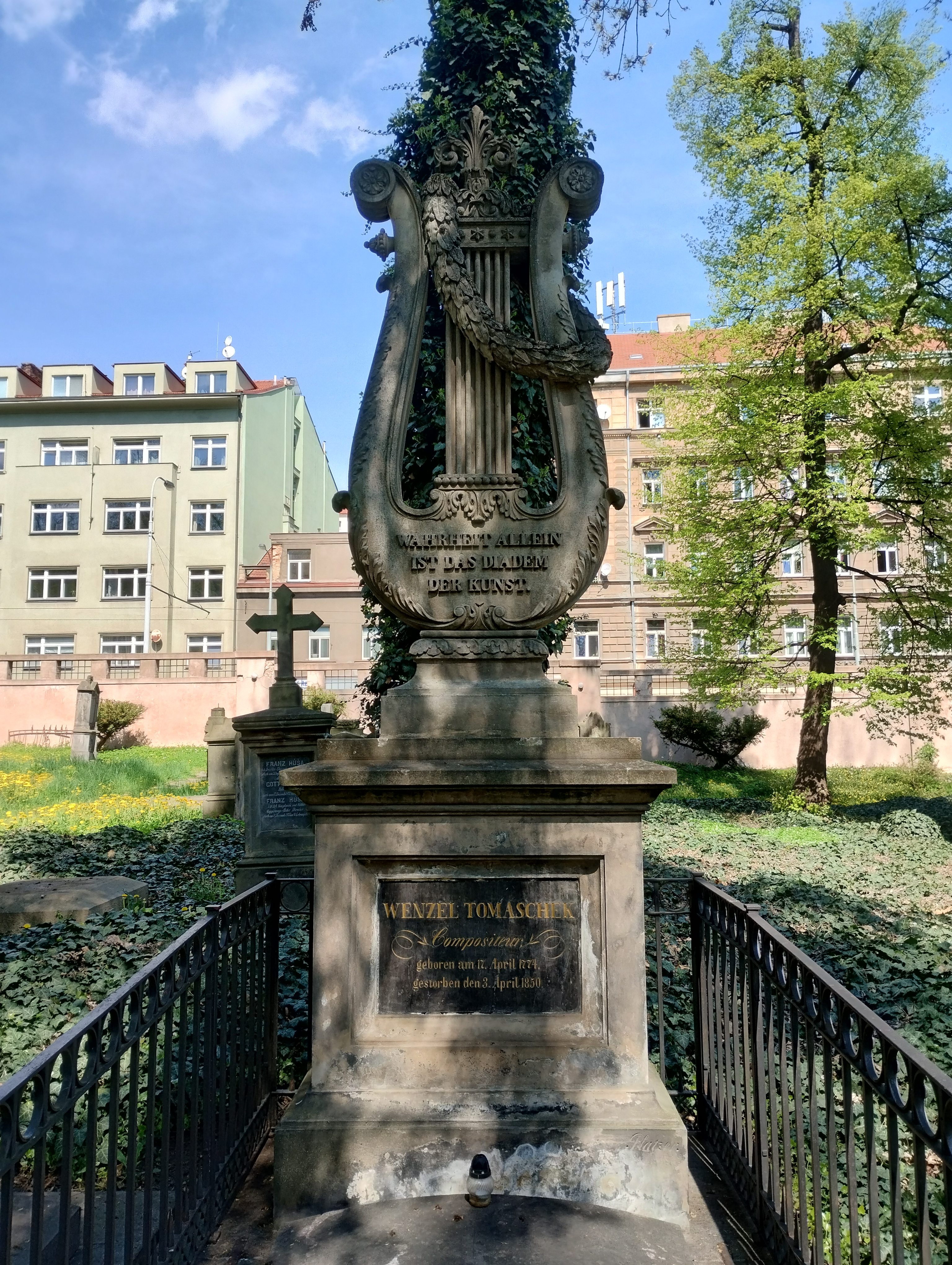
Tomáškův hrob na Malostranském hřbitově

## Dílo
Vycházel z klasické hudby Mozartova typu, obdivoval Christopha Willibalda Glucka, Josepha Haydna i tehdy mladého Beethovena. Jeho hudba však nezapírá český původ a stal se tak předchůdcem Bedřicha Smetany jako zakladatele českého romantismu.
Jeho největší význam je v klavírní a písňové tvorbě. Kromě klasických forem, sonát a variací na témata vlastní i svých současníků získal největší úspěch drobnějšími skladbami. Vydal sedm sešitů eklog, tři sešity rapsodií a tři dithyramby. Tyto poetické skladby pro klavír byly velmi oblíbené a dodnes se využívají jako instruktivní literatura. V písňové tvorbě prokazoval rozsáhlou znalost světové literatury. Napsal řadu písní na texty J. W. Goetha, Friedricha Schillera i Alexandra Sergejeviče Puškina. Prokazoval cenné služby obrozeneckému hnutí svými písněmi na texty Rukopisu královédvorského a básně obrozeneckých básníků Václava Hanky, J. K. Chmelenského a dalších dnes už méně známých buditelů. Zkomponoval i dvě opery: Seraphine oder Großmuth und Liebe (1811) a Alvaro a vlasteneckou kantátu Vlasta. Samozřejmostí té doby je i řada chrámových skladeb (2 mše, 2 rekviem, Te Deum).
Chronologický soupis skladeb sestavený L. Boháčkem byl publikován ve sborníku Bertramka v roce 1950.
Kromě hudebního díla stojí za pozornost jeho vlastní životopis, který vycházel v letech 1845–1849 v německém hudebním časopise Libussa. I když v tomto díle je sám k sobě poněkud nekritický a ke svým současníků naopak neúměrně přísný, je toto dílo velmi zajímavým svědectvím o událostech i osobnostech té doby.
Jeho klavírní skladby nahrál Pavel Štěpán.